# 类白穗薹草
类白穗薹草（学名：Carex polyschoenoides）为莎草科薹草属的植物，是中国的特有植物。分布在中国大陆的陕西、安徽等地，生长于海拔900米至1,900米的地区，一般生于路边、溪边、山谷以及石缝，目前尚未由人工引种栽培。

## 异名
- Carex polyschoenoides K. T. Fu var. fractiflexa Y. C. Yang